# Djakotomey
Djakotomey  ist eine Stadt und eine 325 km² große Kommune in Benin. Sie liegt im Département Couffo. 

## Demografie und Verwaltung
Das Kommune Djakotomey hatte bei der Volkszählung im Mai 2013 eine Bevölkerung von 134.028 Einwohnern, davon 62.384 männlich und 71.644 weiblich.
Die zehn Arrondissements der Kommune sind Adjintimey, Bètoumey, Djakotomey I und II, Gohomey, Houègamey, Kinkinhoué, Kokohoué, Kpoba und Sokouhoué. Kumuliert umfassen sie 85 Dörfer.

## Wissenswertes
Djakotomey liegt an der Grenze zur Kommune Aplahoué, deren namensgebende Stadt nicht allzu weit in nordöstlicher Richtung zu erreichen ist.

## Persönlichkeiten
- Bruno Amoussou (* 1937), Politiker